# Hiyayakko
Hiyayakko (冷奴, tofu froid) est un plat japonais à base de tofu glacé et de différentes garnitures.

## Garnitures utilisées
Le choix de garnitures varie suivant les maisons et les restaurants, mais les garnitures les plus usuelles sont de l'échalote émincée, du katsuobushi et de la sauce soja. On peut aussi trouver dans les garnitures : 
- des feuilles de perilla ;
- des zestes de yuzu ;
- du daikon ;
- des tranches fines de gingembre myoga ;
- du gingembre râpé ;
- des tranches fines d'okra ;
- de la pâte de prune ;
- de la moutarde.

## Histoire

.

Le hiyayakko est aussi connu sous le nom de hiyakko ou yakko-dōfu. Hiya signifie froid et yakko désigne des serviteurs (équivalant plus ou moins à des écuyers) de samouraï pendant l'époque Edo du Japon. Ces serviteurs portaient un gilet sur lequel le mon de leur maître était attaché sur leurs épaules. Les mon ayant alors le plus souvent des formes carrées, le terme yakko serait devenu synonyme de cubes (« coupé en yakko » (奴に切る, yakko ni kiru). Les termes hiyakkoi ou hyakkoi du dialecte parlé à Tokyo, équivalent du terme japonais standard hiyayaka (冷ややか), est aussi une étymologie possible.
Dans le Tofu hyakuchin (豆腐百珍), il est dit que le hiyayakko est tellement connu qu'il n'est plus à présenter.[réf. nécessaire]
Dans les haikus, hiyayakko est un kigo pour l'été.[réf. nécessaire]